# Pietro Ivaldi

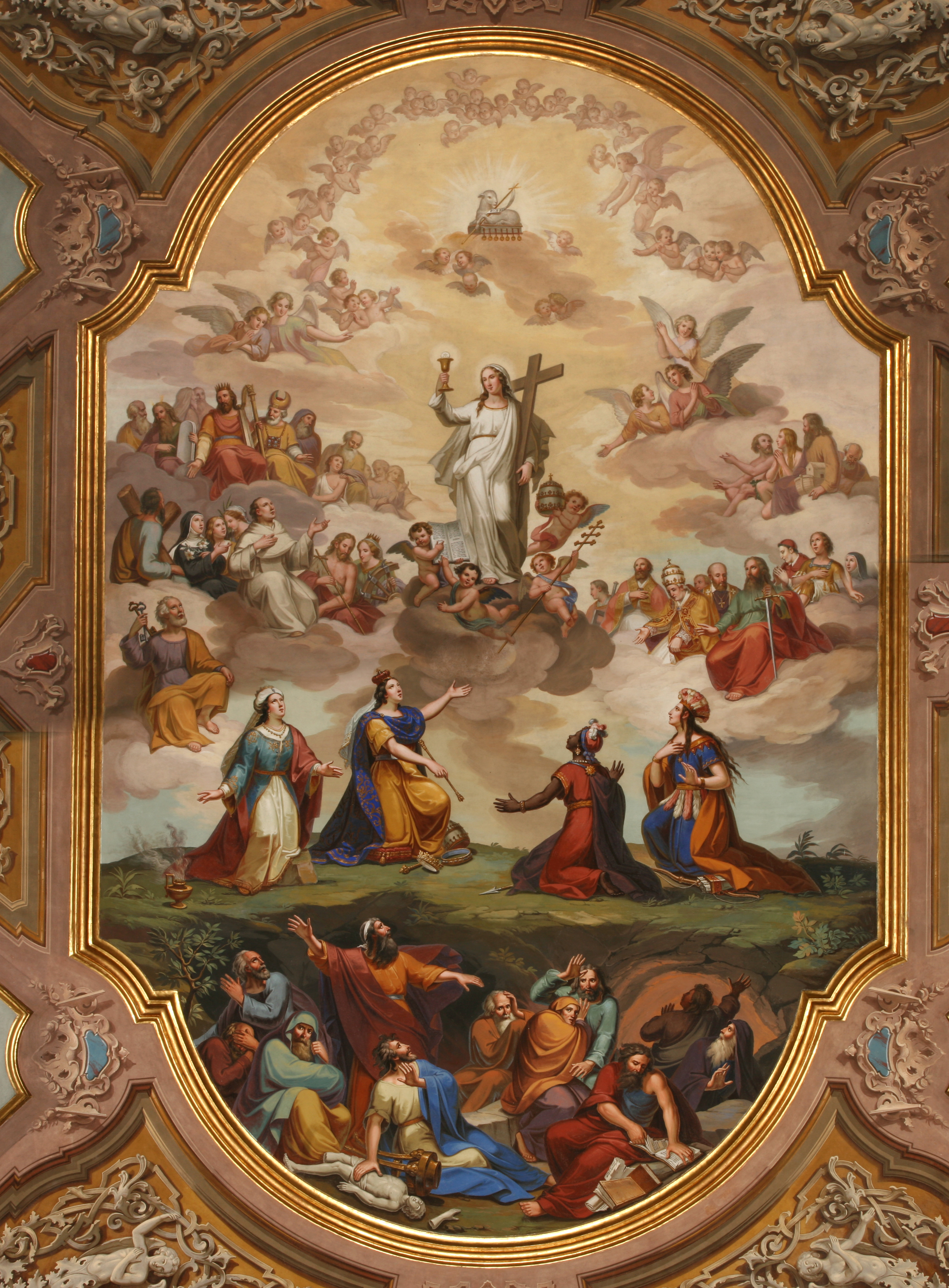
Pietro Ivaldi, Il trionfo della Fede, Parrocchia di Nostra Signora della Pieve, Molare (AL)

Pietro Ivaldi, detto "il Muto di Toleto" (Ponzone, 12 luglio 1810 – Acqui Terme, 19 settembre 1885), è stato un pittore italiano.

## Biografia
Pietro Ivaldi, abile pittore sordomuto, così come viene definito da San Giovanni Bosco nella Storia del Santuario della Madonna della Pieve, nasce a Toleto, frazione di Ponzone, in provincia di Alessandria, nella borgata di Piangamba, il 12 luglio 1810, da Giovanni e Anna Maria Ivaldi.
In quegli anni Toleto, secondo quanto riportato dal Casalis, autore del pregevole Dizionario geografico-storico-statistico commerciale degli stati sabaudi, si presenta come un paese povero, prevalentemente contadino, composto da poche famiglie, gran parte delle quali residenti intorno alla chiesa, con una popolazione che, includendo la località Abasse, racchiude circa 120-140 anime. Da qui il giovanissimo Pietro parte con la famiglia alla volta di Acqui Terme, ove i genitori avevano avviato un’attività commerciale di vendita di formaggi, per poi dirigersi successivamente ad Asti dove per un certo periodo furono residenti.
Pietro, che fin da giovane aveva mostrato una grande inclinazione alla pittura, frequenta e riceve un'educazione artistica decisamente neoclassica. La sua attività artistica ha inizio con un alunnato negli anni Venti l'Accademia Albertina di Torino, la cui direzione era allora affidata a Giovanni Battista Biscarra, ove entra in contatto con i paesaggisti De Gubernatis, Paroletti, D'Azeglio, Righini e Reviglio, da cui saprà mediare quella particolare disposizione alla pittura di paesaggio che lo caratterizzerà per l’intera esistenza. La conoscenza dei vari pittori piemontesi di buon livello e i soggiorni  a Roma, Firenze e Venezia contribuiscono poi al completamento della sua cultura scolastica. Singolare è la testimonianza di Silvio Pellico che, nell'ultimo capitolo del suo libro, Le mie prigioni, ricorda i fratelli toletesi compagni di un viaggio Roma-Torino e amici della famiglia di Maroncelli. A Roma ha la possibilità di studiare da vicino le testimonianze dell'antichità e, soprattutto, le opere dei grandi maestri del Rinascimento, certamente ad affascinarlo sono i capolavori di Michelangelo e Raffaello, in modo particolare di quest'ultimo, che, modello di equilibrio, misura e chiarezza, rimarrà per l'Ivaldi un costante punto di riferimento. Forte dunque il fascino che lo lega all'arte del mondo antico e a quella che veniva considerata la sua rinascita nella cultura umanistica del XV e XVI secolo.
I viaggi di Pietro e del fratello Tommaso (1818–1897), valente stuccatore, che collaborerà con lui tutta la vita, sono fondamentali per vedere da vicino le opere dei grandi autori e per trarne ispirazione negli affreschi. È ipotizzabile che a Roma egli abbia studiato la pittura del Mengs, tra cui il celebre Parnaso, nuovo testo sacro del classicismo, e conosciuto l'esperienza dei Nazareni, senz'altro ammirati per i prediletti temi sacri svolti sia in dipinti con soggetti intimi ed affettuosi, sia nei cicli ad affresco con maggiori ambizioni monumentali. Tracce che si ritrovano nella pittura di Pietro, con i suoi personaggi che sono un po' attori teatrali con una parte da recitare, o ricordano nelle loro posture modelli statuari ma nei quali l'artista riesce ad infondere sentimenti veri e genuini, con una semplicità e chiarezza che arrivano allo spettatore con effetto immediato. L'Ottocento è un secolo straordinariamente ricco di esperienze artistiche, la dialettica tra classico e romantico permane nella prima metà del secolo che gradualmente vedrà ovunque l'affermazione del romanticismo. Pietro diventa così per la gente del suo tempo fonte di conoscenza e spesso unica occasione di rapporto con i maestri della cultura artistica italiana e internazionale: Botticelli, Leonardo, Raffaello, Michelangelo, Guido Reni, Guercino, Poussin, sono spesso evocati nei suoi dipinti richiamandosi alle opere più note, con quel tanto di fantasia mista a verità in grado di rendere esplicita la dottrina cristiana anche alla povera gente delle campagne, che non conosceva la storia sacra e il latino della Messa, o era addirittura analfabeta.
La produzione dei fratelli Ivaldi, e della loro bottega d'arte, fu vastissima: a partire dagli anni Trenta dell’Ottocento Pietro e Tommaso furono sempre in viaggio e lavorarono ininterrottamente. Si ricordano tra le altre il Duomo e il santuario della Madonnina ad Acqui, la chiesa parrocchiale di N.S. Assunta di Ovada, la parrocchiale di N.S. della Neve e il santuario di N.S. delle Rocche di Molare, l'oratorio e il santuario Madonna della Pieve di Ponzone e molte altre chiese dei paesi dell'Acquese e dell’Ovadese come Montaldo Bormida, e Trisobbio. Non si può peraltro dimenticare anche la loro produzione nell'astigiano (Bruno, Mombercelli, Nizza Monferrato, Incisa Scapaccino, San Giorgio Scarampi, Montemarzo d'Asti), nel casalese, nel vercellese e nella Lombardia meridionale (Pieve del Cairo in Lomellina) sino alla Liguria (Sassello, Rossiglione, Celle Ligure, Lavagnola a Savona), e alla vicina Francia.
Un sodalizio interrotto solo dalla morte di Pietro, avvenuta il 19 settembre 1885, all'età di 75 anni, nella sua casa di Acqui Terme, in piazza del Pallone 14, ora vicolo della Pace, dopo essere stato colto da malore a Cavatore, di ritorno da Ciglione, dove i fratelli avevano terminato l'ultima fatica nella chiesa di San Bernardo.
La sua scomparsa lasciò sgomenti. Era conosciuto, stimato e lo piansero quanti ebbero modo di apprezzare i suoi splendidi capolavori nelle più belle chiese dei dintorni. Tommaso, alla morte del fratello terminò soltanto gli ultimi ritocchi della chiesa di Ciglione, poi non volle più dipingere e si ritirò a vita privata.

## Stile delle sue opere
La pittura del "Muto", che affronta quasi sempre soggetti sacri, si connota con stesure piatte di colore, contorni netti, ed una certa rigidezza compositiva, lontana dal brio delle pennellate vivaci e sottili di gusto barocco e rococò dell'epoca, sposandosi alla perfezione con l'ambiente socioculturale  per cui è stata prodotta, divenendo, proprio in virtù di una esigenza comunicativa diretta ed immediata un sussidio visivo per la catechesi di massa.

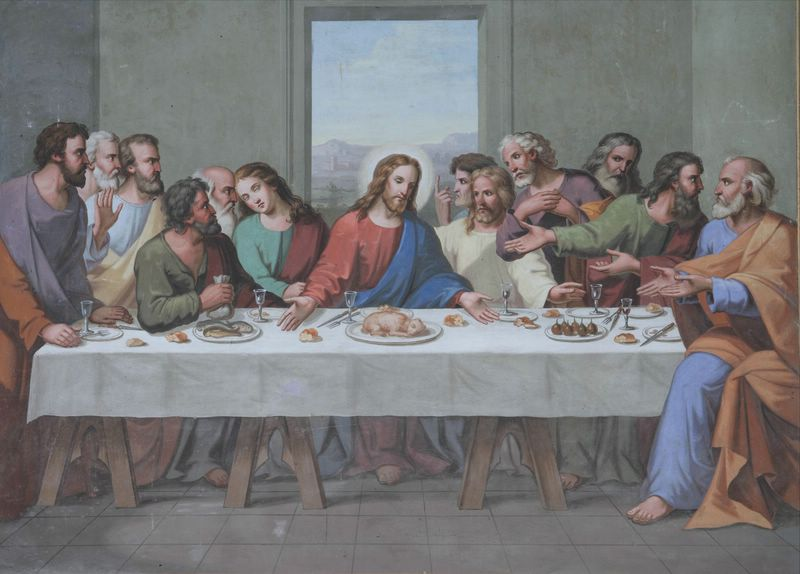
Pietro Ivaldi, Cenacolo, affresco, chiesa parrocchiale del SS. Pietro e Paolo, Visone (AL)

Se i temi trattati da Pietro Ivaldi sono semplici ed immediati, non si deve pensare a lui come ad un pittore semplicistico o semplicemente “di quantità”; la vena artistica dell’Ivaldi è certo di grande spessore, soprattutto per la profonda conoscenza delle Sacre Scritture, ma anche degli Apocrifi e della pittura della Tradizione Cristiana, che ne fanno un artista puntuale e rigoroso, carico di messaggi, in grado di coinvolgere e suscitare una profonda emozione nello spettatore del suo tempo come in quello odierno. La pittura dell’Ivaldi, infatti, a più di centocinquant’anni di distanza, è rimasta quasi sempre inalterata, segno di una grande tecnica realizzativa dell’affresco, del quale Pietro conosceva ogni segreto. Da un punto di vista strettamente artistico, peraltro, la scelta di sfondi particolarmente chiari, le figure ben dosate di luci, ombre, colori, alla ricerca di un’equilibrata armonia, anticipano tecniche proprie della moderna fotografia. Il Muto sa essere regista e sceneggiatore al tempo stesso, trasmettendo la magia delle emozioni da lui vissute in prima persona.  Eventi che riaccadono davanti agli occhi di tutti, dai fedeli più vicini a quelli più distanti. Colori luminosi accendono le sue scene, ambientate talvolta in paesaggi riconoscibili, come in un affresco della Parrocchiale di Visone, o nella Resurrezione del figlio della vedova di Naim della Parrocchiale di Molare, dove è individuabile il locale castello, o nella Madonna degli Angeli, della chiesa di Santa Caterina di Rossiglione Superiore con il fiume e il vecchio ponte.
Pietro Ivaldi è straordinario nel manifestare con varietà di soluzioni le diverse espressioni ed i momenti legati a vicende e atmosfere particolari, consapevole della funzione e del messaggio da trasmettere, che si esprime anche attraverso una gestualità insistita, impossibile da eludere in un rapporto anche superficiale con la sua pittura. Questa ricorrente gestualità, caratteristica stilistica dominante della sua arte, è da connettere direttamente alla sua infermità  e alla pratica del linguaggio dei gesti, che proprio in quegli anni veniva codificato da Padre Assarotti, e ad Acqui Terme avrebbe avuto apprezzato esponente in Don Francesco Bracco, al quale, con buona probabilità, dobbiamo il primo viaggio dei fratelli Ivaldi verso Torino. Pietro, i cui committenti erano soprattutto uomini di chiesa, potrebbe avere infatti conosciuto il sacerdote e da lui imparato la lingua dei segni che ha saputo poi trasferire ai suoi personaggi, i quali, grazie alla spiccata gestualità e ai loro atteggiamenti, sono arricchiti da una carica psicologica non comune. Certo l'handicap di Pietro è stato superato in virtù della costante vicinanza del fratello Tommaso, importante non solamente per quanto riguarda i rapporti con la committenza, i contratti, ma anche per il lavoro di decoratore e stuccatore, svolto abilmente e con totale dedizione, affiancato, solo in alcuni cicli di affreschi da altri ornatisti quali il comasco Giuseppe Ferraris o i liguri Giacomo Varese e Domenico Buscaglia.
Nell’assenza della parola, comunicare con l’arte diventa una conquista sociale, evidenziando l’importanza dell’evento stesso che va ben oltre la pur rilevante raffigurazione artistica dell’opera: un’opportunità per richiamare l’attenzione sui problemi dell’integrazione sociale e della disabilità, che sinergicamente aggiungono la straordinaria vitalità mostrata dal Muto sia nella raffigurazione pittorica che nell’attuare una vera solidarietà necessaria a ridare un senso e un legame ai valori umani di ieri e di oggi.

## Memoria
A Toleto di Ponzone, paese natale di Pietro ivaldi, il 20 novembre 2004, è stato costituito il "Centro Studi Pietro Ivaldi", che si occupa di raccogliere le iniziative intorno all'artista. È nato con l'intento di promuovere ricerche e studi sulla sua opera.